# Pireneitega garibaldii
Pireneitega garibaldii är en spindelart som först beskrevs av Kritscher 1969.  Pireneitega garibaldii ingår i släktet Pireneitega och familjen mörkerspindlar.
Artens utbredningsområde är Italien. Inga underarter finns listade i Catalogue of Life.